# Bund demokratischer Wissenschaftlerinnen und Wissenschaftler

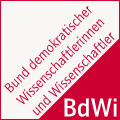
Logo des BdWi

Der Bund demokratischer Wissenschaftlerinnen und Wissenschaftler (BdWi) (bei der Gründung: Bund demokratischer Wissenschaftler) ist ein Verein mit Sitz in Marburg. Er hat nach eigenen Angaben über tausend Mitglieder aus Natur-, Geistes- und Sozialwissenschaften, die an einer emanzipatorischen Wissenschafts- und Bildungspolitik interessiert und in diesem Sinne tätig sind.
Der Bund wurde 1968 auf Initiative des Soziologen Werner Hofmann und des Politikwissenschaftlers Wolfgang Abendroth gegründet, wobei auch der Erziehungswissenschaftler Wolfgang Klafki, der Jurist Helmut Ridder, der Rhetoriker Walter Jens und der Philosoph Jürgen Habermas zu den Gründungsvätern gehörten – damals größtenteils jüngere männliche Ordinarien vor allem geisteswissenschaftlicher Provenienz. Im Juli 1972 wurde er in Marburg neu konstituiert. Bei der Neukonstituierung sprach sich der BdWi gegen den Radikalenerlass vom Februar 1972 aus, der die Überprüfung der Verfassungstreue von Bewerbern und Angehörigen des öffentlichen Dienstes vorsah. Seit 1974 ist der Bund als Verein beim Amtsgericht Marburg eingetragen.
Seine Zielsetzungen lauten: Formulierung des demokratischen Auftrags der Wissenschaft, Förderung der demokratischen Mitwirkung aller Mitglieder der Hochschule in Selbstverwaltung, Forschung und Lehre und Abwehr diskriminierender Maßnahmen gegen Wissenschaftler aus politischen Gründen (Radikalenerlass). 1968 war er in der Tendenz ein Solidaritätsbündnis linksorientierter Hochschullehrer, die ein hochschulpolitisches Gegengewicht zu den Verfassern des Marburger Manifestes (April 1968) und dem 1970 gegründeten Bund Freiheit der Wissenschaft bilden wollten. Seit den 1990er Jahren können auch Studenten Mitglied des BdWi werden.
Der BdWi bezieht auf Kongressen und Seminaren sowie in wissenschaftlichen Publikationen und politischen Stellungnahmen öffentlich Position zu Fragen von Wissenschaft, Forschung und Hochschulentwicklung und war offizieller Mitunterstützer der überwachungskritischen Datenschutzdemonstration Freiheit statt Angst. Gemeinsam mit der Rosa-Luxemburg-Stiftung führt der Verein jährlich eine mehrtägige Herbstakademie in der Bildungsstätte Werftpfuhl durch, die von weiteren Organisationen unterstützt wird. Bis 2012 war auch der Verein Helle Panke an der Veranstaltung beteiligt.
Der BdWi gehört der Kooperation für den Frieden an.

## Organisation
Der BdWi hat einen Verwaltungsgeschäftsführer (Steffen Käthner) und eine politische Geschäftsführerin (Christiane Fuchs). Der Vorstand setzt sich aus Mareike Strauß, Anja Zürn, Sandro Philippi und Daniel Gaittet zusammen.
Dem Vorstand des BdWi gehör(t)en u. a. an:
- Werner Hofmann (1968–1969)
- Walter Jens (1968–1976)
- Wolfgang Klafki (1968–1969),
- Hans Jörg Sandkühler (1968–1969)
- Wolfgang Abendroth (1968–1972)
- Jürgen Habermas (1968–1969)
- Heinrich Düker (1968–1969)
- Rudolf Wiethölter (1969–1972)
- Wilfried Gottschalch (1969–1972)
- Reinhard Kühnl (1972–2000)
- Helmut Ridder (1972–1974)
- Margherita von Brentano (1972–1973)
- Georg Fülberth (1972–1991)
- Wolfgang Fritz Haug (1972–1973)
- Urs Jaeggi (1972–1977)
- Thomas Metscher (1972–1974)
- Ernst Tugendhat (1972–1973)
- Erich Wulff (1972–1973)
- Jutta von Freyberg (1972–1974)
- Wolfgang Däubler (1973–1975)
- Hans Jürgen Krysmanski (1973–1975)
- Theo Schiller (1973–1975)
- Wilhelm Alff (1974–1977)
- Michael Nerlich (1974–1977)
- Roderich Wahsner (1974–1977)
- Helga Koppel (1974–1982)
- Wilfried von Bredow (1975–1977)
- Karin Priester (1975–1978)
- Gerhard Kade (1976–1981)
- Klaus Holzkamp (1977–1982)
- Hans-Jochen Gamm (1977–1978)
- Irene Pieper-Seier (1977–1983)
- Peter Brokmeier (1977–1982)
- Karl Hermann Tjaden (1978–1979, 2005–2009)
- Frank Deppe (1979–1982)
- Bärbel Meurer (1979–1982)
- Dorothee Roer (1982–1984)
- Rainer Rilling (1982–1983, Geschäftsführer 1983–1998)
- Richard Sorg (1982–1993)
- Ulrike Beisiegel (1985–1993)
- Marianne Kriszio (1986–1995)
- Emilija Mitrovic (1988–2009)
- Hanny Nover (1988–1999)
- Clemens Knobloch (1991–1997)
- Monika Gibas (1991–2001)
- Helga Adler (1992–1999)
- Gudrun Hentges (1993–1999, 2005–2007)
- Vera Klier (1993–1999, 2007–2015, Geschäftsführerin 1999–2007)
- Wolfgang Nitsch (1993–2009)
- Christoph Spehr (1993–1997)
- Klaus Labsch (1993–2005)
- Morus Markard (1995–2009)
- Sabine Kiel (1995–2023)
- Rolf Weitkamp (1993–2009)
- Christina Kaindl (1995–2009)
- Wolfgang Adamczak (1995–2003)
- Andreas Keller (1997–2009)
- Marc Kaulisch (2001–2013)
- Werner Krämer-Kranz (2003–2015)
- Alex Demirović (2005–2009)
- Erik Marquardt (2015–2019)

Oberstes Vereinsorgan ist die jährlich stattfindende Mitgliederversammlung, die u. a. über die politischen Leitlinien des Vereins beschließt, den Haushalt feststellt sowie alle zwei Jahre die politische Geschäftsführung und den Vorstand wählt und entlastet. Zudem ist beim BdWi ein geschlechtsquotiert besetzter Beirat aus zwölf bis 20 Personen eingerichtet und hat die satzungsgemäße Aufgabe, „zur langfristigen Entwicklung des Vereins und zu aktuellen Fragestellungen Stellung“ zu nehmen und „den Verein in wissenschaftlicher und politischer Hinsicht“ zu beraten.

## BdWi-Verlag
Seit Juni 1984 gibt der BdWi die quartalsweise erscheinende Fachzeitschrift Forum Wissenschaft heraus. Die Zeitschrift kooperiert mit Linksnet und fungiert außerdem als Mitgliederzeitschrift des BdWi. Der vereinseigene BdWi-Verlag wurde 1993 gegründet und knüpft an vorangegangene Publikationen des BdWi an. Er veröffentlicht nach eigenen Angaben insbesondere gesellschafts- und wissenschaftskritische Publikationen. Unter anderem erschienen im BdWi-Verlag Publikationen von Reinhard Opitz, Eberhard Rebling und Lin Jaldati, Rainer Rilling sowie Ulrike Beisiegel.

## FIB e. V.
Beim BdWi ist seit 1990 die „Forschungs- und Informationsstelle beim BdWi e. V. (FIB)“ als eigenes wissenschaftliches Institut eingerichtet. Sie hat die Rechtsform eines eingetragenen Vereins und ist gemeinnützig. Als Arbeitsfelder werden benannt:
- Nord-Süd-Konflikt / Völkerverständigung
- Ökologie
- Risiko / Forschungs- und Technologiepolitik
- Rassismus
- Medien, Öffentlichkeit und Kommunikation.